# Parc de lo Morant
El parc de lo Morant és un parc urbà situat al nord de la ciutat valenciana d'Alacant.
Inaugurat en 1987, està situat a la zona nord de la ciutat, entre els barris Mare de Déu del Carme i Mare de Déu del Remei, que forma una extensa quadrícula delimitada pels carrers de Pedro Salinas, Vicente Aleixandre, Pablo Neruda i Lugo. És el parc de major extensió de la ciutat i és completament pla. La vegetació se situa segons l'ús i naturalesa de l'entorn, destacant la filera de xops que limita cadascun dels costats del passeig que circumda el parc.
Compta amb diverses instal·lacions esportives i culturals entre les quals destaca el seu amfiteatre.